# Mircea Zdrenghea
Mircea Zdrenghea (n. 30 ianuarie 1914, Sebeșel, județul Alba - d. 28 aprilie 2001, Cluj) a fost un lingvist și filolog român.

## Familia
Mircea Zdrenghea a fost fiul învățătorului Vasile Zdrenghea și al lui Mărioara Zdrenghea, născută Hința, nepoata pictorului Sava Henția.

## Studiile
Mircea Zdrenghea a urmat clasele primare in satul natal (Sebeșel), cele gimnaziale la Sebeș, iar cele liceale la Orăștie (1932).
Apoi a absolvit Facultatea de Filologie a Universității „Regele Ferdinand” din Cluj (1932-1936), unde a studiat cu întemeietorii
școlii de filologie clujene: Sextil Pușcariu, Theodor Capidan, și Nicolae Drăganu. În 1937 a absolvit Seminarul Pedagogic al Universității din Cluj. 

## Cariera
Mircea Zdrenghea și-a inceput cariera ca și profesor de liceu la Sfântu Gheorghe, după care a fost mobilizat pe Frontul de Est
in timpul celui de al Doilea Război Mondial. În anul 1947 revine la Facultatea de Filologie ca cercetător, iar apoi asistent,
conferențiar, profesor, și șef al catedrei de limba română. Mircea Zdrenghea a ținut la universitate cursuri de latină, lingvistică, 
fonetică, literatură română veche, istoria limbii române, dialectologie, și limba română contemporană. A fost dascăl a zeci de generații 
de studenți, și a publicat zeci de studii, articole, și cursuri universitare, atît despre limba română cotemporană, cît și despre premergători 
precum Gheorghe Șincai, Samuil Micu, Ioan Budai-Deleanu, și Ion Heliade-Rădulescu. În 1980, Mircea Zdrenghea a editat monumentalul
volum bilingv a lucrării "Elementa linguae daco-romanae sive valachicae" a lui Samuil Micu și Gheorghe Șincai, pentru care a scris studiul 
introductiv (Elementa Linguae - la 200 de ani) și notele.

## Viața privată
La data de 11 iulie 1942 Mircea Zdrenghea s-a căsătorit cu Maria Modrigan (1920-2001).

## Opera
- Studii lingvistice, Editura Altip / Scriptor, 2014
- Elementa linguae daco-romanae sive valachicae, ediția bilingvă română-latină, 1980
- Probleme de analiză morfologică, 1971
- Limba română contemporană: Morfologia, 1970
- Analize gramaticale și stilistice 1959 și 1966